# Sexto relatório de avaliação do Painel Intergovernamental sobre Mudanças Climáticas
O Sexto Relatório de Avaliação do Painel Intergovernamental sobre Mudanças Climáticas (em inglês, Intergovernmental Panel on Climate Change Sixth Assessment Report, abreviadamente AR-6) é um documento elaborado pelo Painel Intergovernamental sobre Mudanças Climáticas (IPCC) analisando o problema do aquecimento global. Sua publicação, dividida em volumes de acordo com os grupos de trabalho (working groups, de onde os nomes WGI, WGII e WGIII), iniciou em 9 de agosto de 2021, com a divulgação do relatório do WGI, intitulado "Mudança do clima 2021: a base científica". Já o segundo volume, WGII, foi publicado em fevereiro de 2022, e é intitulado "Mudança do clima 2022: Impactos, Adaptação e Vulnerabilidade". Finalmente, o terceiro relatório, WGIII, foi publicado em abril de 2022, sob o título "Mudanças do clima 2022: Mitigação da Mudança do Clima". O relatório síntese foi publicado em março de 2023, sob o título "Mudança do clima 2023: relatório síntese", e inclui um sumário para formuladores de políticas, sendo usado como base para as discussões da Conferência das Nações Unidas sobre as Mudanças Climáticas de 2023, em Dubai.
O 6º Relatório é a versão mais atualizada da série de grandes documentos que o IPCC vem produzindo desde 1990 e reforçou as conclusões dos relatórios anteriores de que o aquecimento global é uma realidade e que sua causa é as atividades humanas. 517 cientistas trabalharam no documento, analisando mais de 14 mil estudos científicos, sendo aprovado por representantes de 195 governos. O Sumário para Formuladores de Políticas foi esboçado pelos cientistas e revisado linha a linha pelos governos, em um trabalho de 5 dias, concluído em 6 de agosto de 2021.
O relatório concluiu que desde 1850 o planeta aqueceu em média 1,1° C, com um aquecimento mais intenso sobre os continentes, e que o aquecimento médio global deve atingir ou exceder 1,5º C nos próximos 20 anos. Em todos os cenários hipotéticos desenvolvidos pelos modelos climáticos, exceto no cenário de emissões de gases estufa mais baixas (SSP1-1,9), o nível de 1,5°C, desde o Acordo de Paris considerado o máximo seguro, será ultrapassado no futuro próximo e permanecerá acima de 1,5°C até o final do século. Os atuais compromissos internacionais de redução de emissões são insuficientes para manter o nível de 1,5º C, e mesmo se cumpridos, a melhor estimativa é chegarmos ao ano de 2100 com um aquecimento de 2,7º C. As temperaturas observadas desde 2011 se igualam às do período quente de 125 mil anos atrás, quando o manto de gelo da Groenlândia desapareceu quase completamente. Mesmo com o aquecimento estabilizado em 1,5º C, eventos extremos sem precedentes no registro histórico deverão acontecer.
O relatório respondeu a importantes questões sobre como as emissões de gases estufa e outros poluentes estão alterando o clima; como as plantas, o solo e o oceano armazenam e liberam carbono; como o clima responde à influência humana; e o que podemos esperar de qualquer aumento adicional no aquecimento global. Suas informações dão bases sólidas para a adoção de estratégias e políticas de mitigação e adaptação ao aquecimento e seus efeitos. O relatório deixou claro que se as tendências atuais continuarem o aquecimento vai continuar aumentado, mas que o futuro do planeta depende das escolhas que a humanidade fizer hoje. Contudo, para que o aquecimento seja contido abaixo de 1,5º C as emissões devem cair a zero nas próximas décadas, caso contrário deve-se esperar até o fim do século XXI um aumento de 2,5 a 4° C.

## Conteúdo do relatório do IPCC

### Estrutura
O sexto relatório é composto pelos relatórios de três grupos de trabalho e um relatório de síntese. Em abril de 2016, na 43ª sessão em Nairóbi, Quênia, foram decididos os tópicos para os Relatórios Especiais no ciclo de avaliação do sexto relatório.
Sequência de datas de lançamento, atuais e planejadas:
- Relatório especial sobre o aquecimento global de 1,5 ° C em outubro de 2018
- Refinamento das Diretrizes do IPCC de 2006 para Inventários Nacionais de Gases de Efeito Estufa em maio de 2019
- Relatório especial sobre Mudanças Climáticas e Terras em agosto de 2019
- Relatório especial sobre o oceano e a criosfera em um clima em mudança em setembro de 2019
- Contribuição do grupo de trabalho 1: volume As Bases da Ciência Física da Mudança Climática em agosto de 2021 (Sumário para os Criadores de Políticas).[16][17]
- Contribuição do grupo de trabalho 2: volume Impactos, Adaptação e Vulnerabilidade em março de 2022
- Contribuição do grupo de trabalho 3: volume Mitigação das Mudanças Climáticas em abril de 2022
- Relatório de síntese em março de 2023.

### WGI - Mudança do clima 2021: a base científica

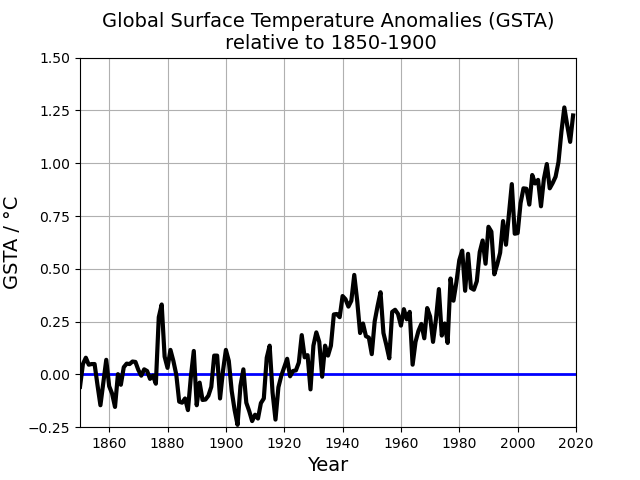
O gráfico do "taco de hóquei": Variação da temperatura média global observada em relação à média de 1850-1900, conforme relatado no Sumário para os Criadores de Políticas

O relatório do Grupo de Trabalho 1, Mudança do clima 2021: a base científica, focou no consenso fundamental da ciência do clima sobre as causas e os efeitos das emissões humanas de gases de efeito estufa. Este volume teve sua publicação iniciada em 9 de agosto de 2021.
O relatório trabalha com cinco cenários climáticos, chamados trajetória socioeconômica compartilhada ou, originalmente, shared socioeconomic pathways (abreviadamente SSP). Cada trajetória é baseada em tendências socioeconômicas inerentes, e é representado, no relatório, por uma sigla SSPx-y, onde x indica a numeração do cenário e y indica a forçante radiativa do modelo, em  W/m2.
Em comparação com avaliações anteriores, o 6º Relatório se valeu de um melhor entendimento das relações entre as emissões e seus efeitos; pôde realizar com mais qualidade e segurança as previsões de aquecimento futuro; incluiu muito mais detalhes sobre os efeitos regionais da mudança climática, embora mais pesquisas sejam necessárias sobre a mudança climática no leste e centro da América do Norte.
Foi revista a estimativa de aumento do nível do mar por volta de 2100, provavelmente será de meio a um metro, mas o aumento de dois a cinco metros não está descartado, pois os processos de instabilidade da camada de gelo ainda são mal compreendidos. Foram refinados os modelos climáticos usados para análise; atualizou as medições do aumento de temperatura na série histórica; refinou a estimativa das possibilidades de emissão de carbono (orçamento global de carbono) para o aquecimento ser contido abaixo de 1,5º C, sendo estimadas em 500 bilhões de toneladas a mais de gases de efeito estufa, o que exigiria que as emissões globais fossem zeradas antes de 2050. A atribuição à atividade humana do aumento na frequência e intensidade dos eventos climáticos extremos como ondas de calor, secas, inundações e chuvas torrenciais foi reforçada, é considerada agora virtualmente certa, e prevê-se que esses eventos devem continuar piorando e aumentando seus impactos sobre a sociedade. As ameaças de impactos diferentes combinados são classificadas como mais altas do que em relatórios anteriores.

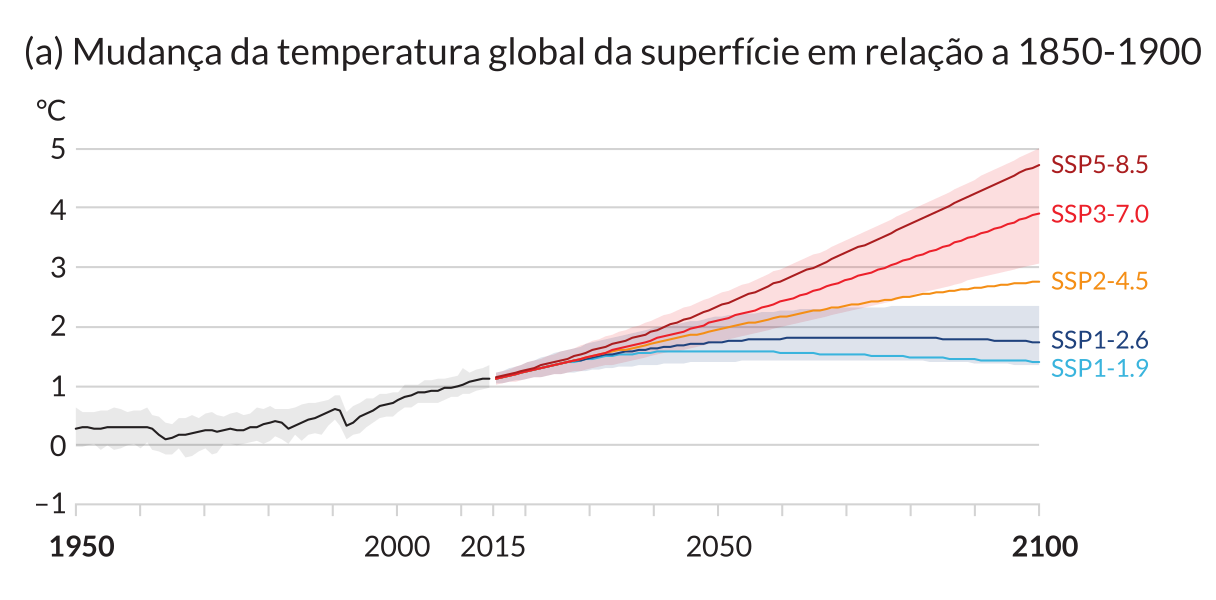
Projeção de temperatura para os cinco cenários de referência, conforme o Sexto Relatório.

O relatório estreitou a sensibilidade climática de 1,5 a 4,5 °C para 2,5 a 4 °C para cada duplicação do dióxido de carbono na atmosfera. A geopolítica foi incluída nos modelos climáticos pela primeira vez, como cinco caminhos socioeconômicos compartilhados, com o modelo SSP1-1.9 sendo um novo caminho para prever como as pessoas poderiam manter o aquecimento abaixo de 1,5º C. O famoso gráfico do "taco de hóquei" foi ampliado, e foi dada uma importância significativamente maior às emissões de metano em relação ao dióxido de carbono no total do aquecimento observado. Pela primeira vez foram feitas avaliações das possibilidades de pontos de ruptura no clima global levando a mudanças catastróficas no sistema do clima, e pela primeira vez foi incluído um capítulo sobre os poluentes climáticos de vida curta, como aerossóis, partículas e outros gases reativos como o ozônio.
As mudanças na temperatura da superfície global foram avaliadas para períodos de 20 anos, com base nos 5 cenários SSPx-y, conforme a tabela abaixo, reproduzida do relatório:
|          | Curto prazo, 2021–2040 | Curto prazo, 2021–2040    | Médio prazo, 2041–2060 | Médio prazo, 2041–2060    | Longo prazo, 2081–2100 | Longo prazo, 2081–2100    |
| Cenário  | Melhor estimativa (°C) | Faixa muito provável (°C) | Melhor estimativa (°C) | Faixa muito provável (°C) | Melhor estimativa (°C) | Faixa muito provável (°C) |
| SSP1-1.9 | 1,5                    | 1,2 a 1,7                 | 1,6                    | 1,2 a 2,0                 | 1,4                    | 1,0 a 1,8                 |
| SSP1-2.6 | 1,5                    | 1,2 a 1,8                 | 1,7                    | 1,3 a 2,2                 | 1,8                    | 1,3 a 2,4                 |
| SSP2-4.5 | 1,5                    | 1,2 a 1,8                 | 2,0                    | 1,6 a 2,5                 | 2,7                    | 2,1 a 3,5                 |
| SSP3-7.0 | 1,5                    | 1,2 a 1,8                 | 2,1                    | 1,7 a 2,6                 | 3,6                    | 2,8 a 4,6                 |
| SSP5-8.5 | 1,6                    | 1,3 a 1,9                 | 2,4                    | 1,9 a 3,0                 | 4,4                    | 3,3 a 5,7                 |

Eventos extremos de clima tem um crescimento esperado com o aumento de temperatura, e eventos extremos compostos, como ondas de calor e secas, terão maior impacto na sociedade. Eventos extremos com baixa probabilidade de ocorrência se tornarão mais comuns, e haverá maior probabilidade de ocorrência de eventos extremos com maior intensidade, duração e/ou extensão espacial, sem precedentes nos registros observacionais.
A publicação do resumo do volume The Physical Science Basis of Climate Change ocorreu durante o verão do hemisfério norte, onde houve uma quantidade notável de eventos climáticos extremos, como uma onda de calor no oeste da América do Norte, inundações na Europa, chuvas extremas na Índia e na China, e outros eventos, como incêndios florestais. Alguns cientistas estão descrevendo esses eventos climáticos extremos como eventos que levam à dúvida sobre a taxa de emergência de eventos extremos nos modelos usados para escrever o relatório, com a realidade se mostrando mais severa do que o consenso científico.

### WGII - Mudança do clima 2022: Impactos, adaptação e vulnerabilidade
A segunda parte do relatório, contribuição do grupo de trabalho II, foi publicada em 28 de fevereiro de 2022. Intitulado Mudança do clima 2022: Impactos, adaptação e vulnerabilidade, o relatório completo possui 3.675 páginas, além de um sumário executivo para formuladores de políticas de 37 páginas. Este relatório contém informações sobre os impactos da mudança do clima na natureza e nas atividades humanas. Entre os temas examinados estão a perda de biodiversidade, a migração, riscos para atividades urbanas e rurais, saúde humana, segurança alimentar, escassez de água, e energia. Também há indicações de como enfrentar esses riscos e como o desenvolvimento em bases resilientes quanto ao clima pode ser parte de uma larga mudança em direção à sustentabilidade.
A publicação do relatório coincidiu com a primeira semana da invasão da Ucrânia pela Rússia. No contexto do conflito, a delegação ucraniana ligou a agressão russa a dependência global de petróleo, e um cientista russo, Oleg Asimov chegou a se desculpar pelo conflito.

### WGIII - Mudança do clima 2022: mitigação da mudança do clima
O relatório foi apresentado em 4 de abril de 2022. É composto por 2.042 páginas. Alguns observadores ficaram temerosos de que as conclusões possam ser diluídas, tendo em conta a forma como os relatórios são adotados.
O relatório utiliza algumas abordagens novas, como a inclusão de diferentes aspectos sociais, a participação de jovens, povos indígenas, cidades e empresas nas soluções propostas. Pela primeira vez, um relatório do grupo III inclui capítulos dedicados a demanda, serviços e aos impactos sociais da mitigação (capítulo 5). De maneira geral, o relatório inclui de maneira mais decisiva análises de ciências sociais, como a economia e a ética, além das análises de processos sociais.
O relatório afirma que “a cooperação internacional é um fator essencial para alcançar objectivos ambiciosos de atenuação das alterações climáticas”. Para evitar que a temperatura global suba mais de 2 graus acima do nível pré-industrial, a cooperação internacional deve ser muito mais forte do que agora, uma vez que muitos países em desenvolvimento precisam de um apoio de outros países maior do que o atual para uma ação climática forte.
De acordo com o relatório, as medidas de atenuação do lado das demandas podem reduzir as emissões de gases com efeito de estufa em 40-70% até 2050, em comparação com cenários em que os países cumprirão os seus compromissos nacionais assumidos antes de 2020. Para serem aplicadas com êxito, essas medidas devem estar associadas “à melhoria do bem-estar básico para todos”.
O relatório menciona algum avanço nas ações globais sobre o clima. Por exemplo, a taxa de deflorestamento reduziu depois de 2010 e o total de cobertura florestal aumentou nos últimos anos, por conta de programas de reflorestamento na Europa, Ásia e América do Norte.

## Reações
A publicação recebeu ampla cobertura da imprensa internacional e será um dos principais subsídios científicos para a Conferência do Clima de 2021. Após a publicação do relatório do Grupo de Trabalho 1, o vice-presidente da UE, Frans Timmermans, disse que não é tarde demais para evitar uma mudança climática descontrolada. O primeiro-ministro do Reino Unido, Boris Johnson, disse que a próxima década será crucial para o futuro do planeta. Rick Spinrad, administrador da Administração Oceânica e Atmosférica Nacional (NOAA) dos EUA, afirmou que "é um relatório preocupante que conclui que a influência humana está, inequivocamente, causando as mudanças climáticas, e confirma que os impactos estão se espalhando e intensificando rapidamente". A NOAA "usará os novos insights deste relatório do IPCC para informar o trabalho que faz com as comunidades para se preparar, responder e se adaptar às mudanças climáticas". John Kerry, enviado especial dos EUA para o clima, disse que "o relatório do IPCC ressalta a urgência avassaladora deste momento. Podemos chegar à economia de baixo carbono de que tão urgentemente precisamos, mas o tempo não está do nosso lado. Esta é uma década crítica para a ação".
Nigel Arnell, autor principal de um dos capítulos, disse que "o último relatório do IPCC confirma que as atividades humanas mudaram nosso clima e levaram a ondas de calor, inundações, secas e incêndios florestais mais frequentes que estamos vendo recentemente. A evidência é incontestável. O relatório também mostra que os impactos continuarão a aumentar virtualmente em todos os lugares". Segundo Corinne Le Quéré, colaboradora de um dos capítulos, "se ainda faltava uma prova de que as mudanças climáticas são causadas por atividades humanas, este é o relatório que a fornece. O relatório vai muito além da avaliação anterior do IPCC de 2013 e resolve todas as grandes incertezas, para fornecer uma imagem ainda mais clara do efeito das atividades humanas no clima e nos extremos do tempo".
Para Richard Black, conselheiro da Energy and Climate Intelligence Unit, este relatório é "uma chamada massiva para todos os governos que ainda não apresentaram planos realistas para reduzir as emissões durante o próxima década". Xuebin Zhang, climatologista da Environment Canada, disse que o relatório mostra que com o aumento das temperaturas os eventos climáticos extremos se tornarão cada vez mais severos, e que deve-se esperar mais eventos compostos, como ondas de calor e secas de longa duração ocorrendo simultaneamente. "A mudança climática está acontecendo e as pessoas realmente sentem isso. O relatório apenas fornece validação científica para o público em geral de que, sim, o que você sente é realmente verdade". Abdalah Mokssit, secretário do IPCC, afirmou que "a menos que haja reduções imediatas rápidas e em grande escala nas emissões de gases de efeito estufa, limitar o aquecimento a 1,5º C estará além do nosso alcance".
A ativista sueca Greta Thunberg disse que o relatório do WGI  "confirma o que já sabíamos, a partir de milhares de estudos e relatórios divulgados anteriormente - que estamos em uma emergência." A ambientalista Inger Andersen comentou: "A natureza pode ser nossa salvação... mas somente se a salvarmos primeiro."
Para António Guterres, secretário-geral da Organização das Nações Unidas, o documento é um "alerta vermelho para a humanidade. Os alarmes são ensurdecedores: as emissões de gases de efeito estufa provocadas por combustíveis fósseis e o desmatamento estão sufocando o nosso planeta. Se unirmos forças agora, podemos evitar a catástrofe climática. Mas, como o relatório de hoje indica claramente, não há tempo e não há lugar para desculpas". Ele também disse que o relatório WGIII descreve uma "litania de promessas não cumpridas [pelos formuladores de políticas]" e em suas observações clamou por mais ação, dizendo que os "ativistas pelo clima são às vezes vistos como radicais perigosos. Mas os radicais perigosos, de fato, são os países que estão a aumentar sua produção de combustíveis fósseis."

### Vazamentos
Durante a preparação dos três relatórios principais dos grupos de trabalho, um pequeno grupo de cientistas divulgou inadvertidamente algumas conclusões do grupo de trabalho III (WGIII, Mitigação das mudanças do clima) por intermédio de uma organização chamada Rebelião Científica. Uma vez que os governantes poderiam mudar os sumários para formuladores de políticas compilados a partir dos relatórios, os cientistas temiam que políticos pudessem amenizar as informações nestes sumários. De acordo com as informações vazadas, a humanidade deveria cortar as emissões de gases do efeito estufa em 50% até 2030 e completamente até 2050, a fim de limitar o aumento de temperatura a 1,5 °C. Tais esforços exigiriam drásticas mudanças nos modos de vida e na economia.

### Falta de participação de acadêmicos do Sul Global
Assim como outros processos científicos de relevância, o IPCC é acusado de não incluir suficientes acadêmicos do Sul global. Por exemplo, alguns requisitos técnicos de produção científica podem impedir a participação de acadêmicos africanos, como requisitos de publicação ou ser um revisor técnico antes de unir-se ao painel de contribuidores.